# イティエ (ルテル伯)
イティエ・ド・ルテル（フランス語：Ithier de Rethel, 1115年 - 1171年）は、ルテル伯（在位：1158年 - 1171年）。ヴィトリ城主。

## 生涯
ウード・ド・ヴィトリとルテル女伯マティルドの息子で、エルサレム王ボードゥアン2世の甥にあたる。母よりルテル伯位を継承した。1129年3月、イティエは聖地に向かったが、その年にダマスカス十字軍に参加したかどうかは不明である。
イティエはナミュール伯ジョフロワ1世の娘ベアトリスと結婚した。2人の間には11人の子女が生まれた。
- ベアトリス（1130年 - 1185年3月30日）[1] - シチリア王ルッジェーロ2世と結婚[3]
- ジャン（1144年以降没）
- マナセ（1144年以降没）
- ユーグ（1166年以降没） - ランスのサン＝レミ修道院の修道士
- マナセ4世（1199年没）[1] - ルテル伯
- アンリ（1191年没） - ヴィトリ城主
- ボードゥアン（1198年かそれ以降没） - シメリー領主
- アルベール（1195年かそれ以降没） - リエージュの助祭長
- シモン
- クレマンス（1190年以降没） - リエージュ司教ユーグ・ド・ピエルポン（英語版）と結婚
- 娘 - シャロンのヴィダム（英語版）ジョフロワと結婚

イティエの死後、ルテル伯位は息子マナセ4世が継承した。